# Iwan Michailowitsch Podjomow

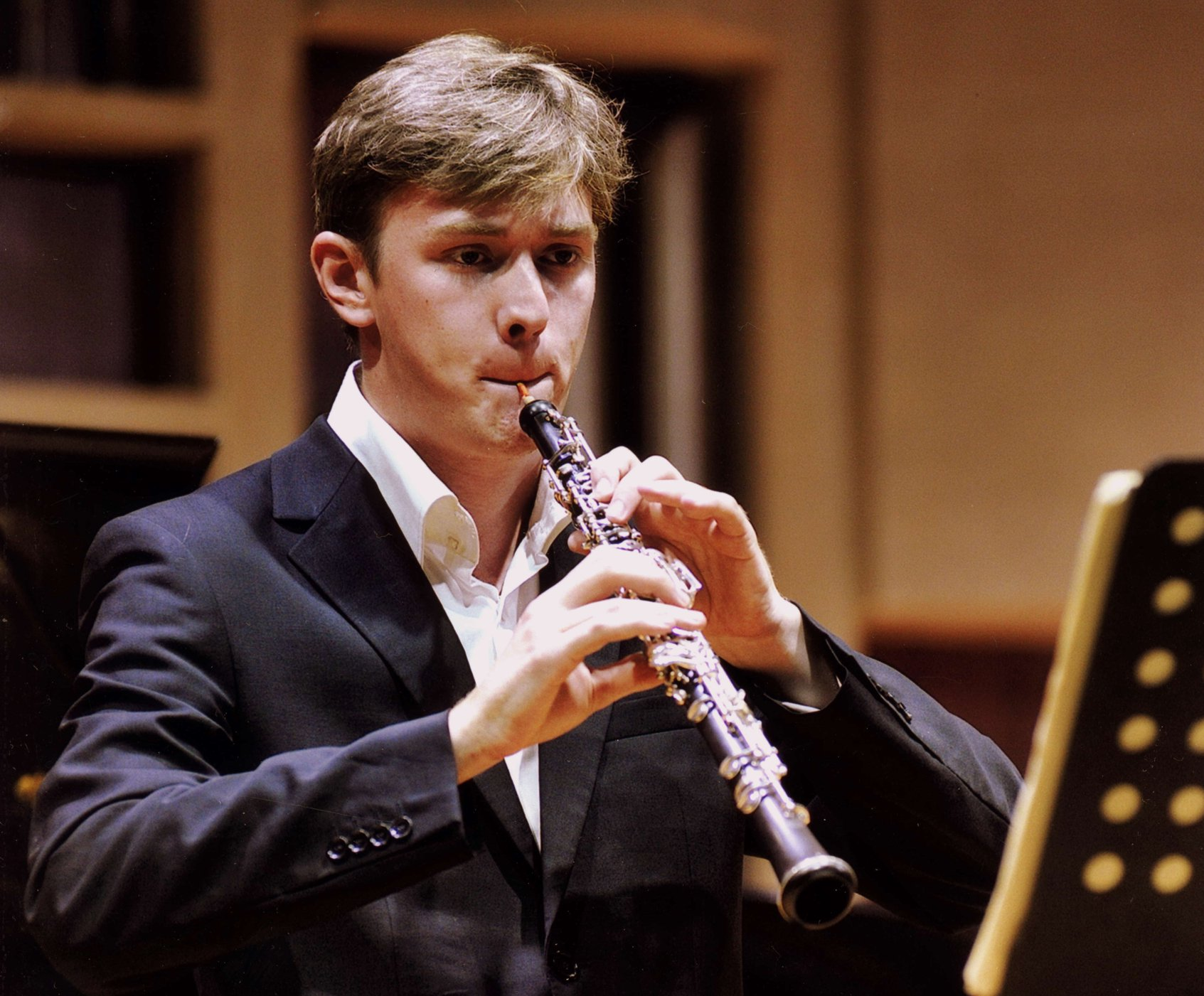
Iwan Michailowitsch Podjomow

Iwan Michailowitsch Podjomow (russisch Иван Михайлович Подъёмов, meist als Ivan Podyomov transkribiert; * 29. April 1986 in Archangelsk, Sowjetunion) ist ein russischer Oboist und seit 2016 Solooboist des niederländischen Concertgebouw-Orchesters.

## Leben
Iwan Michailowitsch Podjomow begann seine musikalische Ausbildung mit sechs Jahren in Moskau an der Gnessin-Musikakademie mit einem Blockflötenstudium bei Iwan Puschetschnikow, bei dem er ab 1996 bis zu seinem Abschluss 2003 auch Oboe studierte. Von 2006 bis 2011 studierte Iwan Podjomow am Konservatorium in Genf bei Maurice Bourgue.
Im Jahr 2009 gab er sein Debüt in der Berliner Philharmonie für Deutschlandradio Kultur mit dem Deutschen Symphonie-Orchester Berlin. Anschließend folgten Recitals und Solokonzerte in Auditorium du Louvre in Paris, bei den Luzerner Festspielen, bei den Salzburger Festspielen, Festival de Radio France et Montpellier Languedoc-Roussillon, beim Central European Musikfestival und den Festspielen Mecklenburg-Vorpommern.
Von 2014 bis 2016 war Podjomow Solo-Oboist der Bamberger Symphoniker; seitdem ist er Solo-Oboist des Concertgebouw-Orchester.
Er konzertierte mit verschiedenen Orchestern wie dem Symphonieorchester des Bayerischen Rundfunks, dem Münchener Kammerorchester, dem Collegium Musicum Basel, der Kammerakademie Potsdam, den Pilsener Philharmonikern, der Philharmonie Neubrandenburg und den Hofer Symphonikern. Als Solist und Kammermusiker gastierte Iwan Podjomow im Konzerthaus Berlin, im Wiener Konzerthaus, im Rudolfinum Prag, dem Herkulessaal und im Prinzregententheater München. Er spielt auf zahlreichen Musikfestivals wie dem Prager Frühling, den Brandenburger Sommerkonzerten, dem ARD-Kammermusikfestival, dem Musikfest Nymphenburger Sommer und für Aufnahmen von Rundfunkanstalten in Deutschland, Tschechien und Russland. Außerdem wird Iwan Podjomow regelmäßig als erster Gastoboist von Orchestern wie dem Frankfurter Radio Symphonie Orchester, dem Radio-Sinfonieorchester Stuttgart oder dem National Philharmonic Orchestra of Russia, der Russischen Philharmonie, eingeladen.

## Preise und Auszeichnungen
Iwan Podjomow gewann zahlreiche Preise und Musikwettbewerbe: Mit elf Jahren war er erster Preisträger des Wettbewerbs Young Musicians of Moscow des russischen Fernsehens. 1998 war er Gewinner der Moscow Young Oboists Competition und der Moscow Woodwind Ensemble Competition sowie jüngster Laureat beim Wettbewerb Concertino Praga. 2005 gewann er den ersten Preis des Internationalen Rimski-Korsakow-Wettbewerbs in Sankt Petersburg.
Er ist zweiter Preisträger des Internationalen ARD Musikwettbewerbs 2007 sowie 2011 in München, Gewinner des Internationalen Musikwettbewerbs des Festivals Prager Frühling 2008 und des internationalen Oboenwettbewerbs in Karuizawa 2009. Außerdem wurde er mit den Sonderpreisen der Stiftung Pro Harmonia Mundi und der Bohuslav-Martinů-Stiftung ausgezeichnet. Im Jahr 2010 erhielt Podjomow den Publikumspreis des internationalen Musikwettbewerbs Concours de Genève.